# Unmol
L′Unmol est une race de chevaux de selle originaire de la région du Pendjab, partagée entre l'Inde et le Pakistan. Ce cheval puissant et élégant, aux longs crins, se répartit en quatre lignées différentes. Très rare, il est probablement éteint de nos jours, notamment en raison de croisements avec des chevaux arabes.

## Histoire

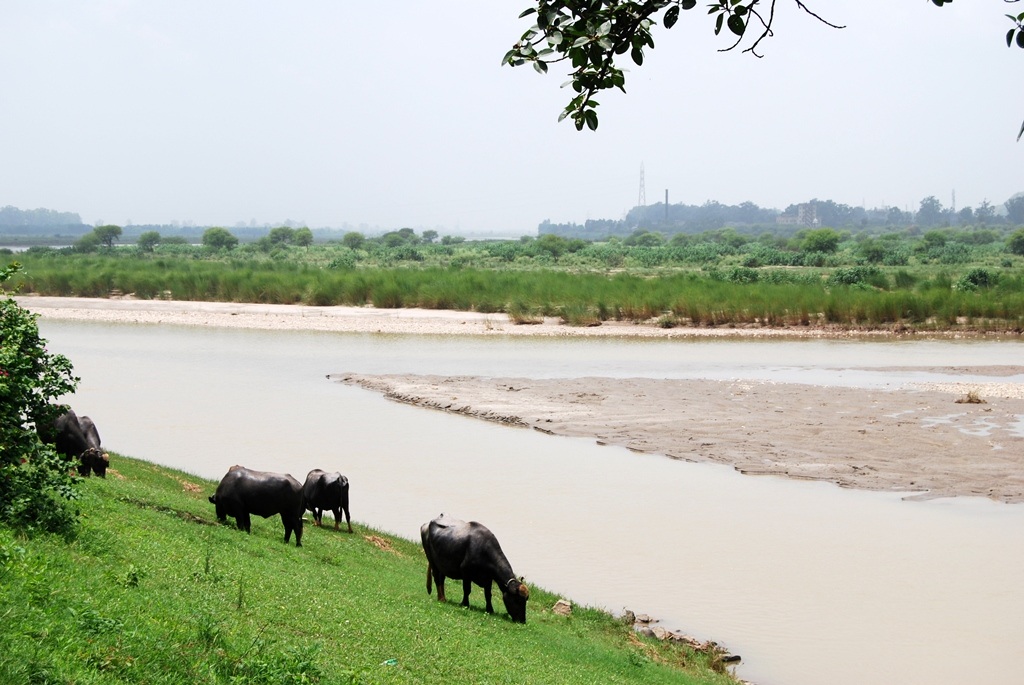
Le Pendjab, région d'origine de la race Unmol, ici le long de la rivière Sutlej.

Le nom même de l'Unmol reflète la grande valeur attribuée à ces chevaux, car il se traduit par « inestimable ». La tradition locale veut qu'ils descendent de chevaux turkmènes amenés dans la région par Alexandre le Grand au IVe siècle av. J.-C. lors de ses campagnes.
Les effectifs de cette race ont fortement diminué au XXe siècle, malgré les efforts de l′Army Remount Department pour la sauver. Dans les années 1960, il reste (ou restait il y a peu) quelques individus en petit nombre en Inde. Il est peu probable que des individus de race pure subsistent de nos jours, car les éleveurs du Pendjab qui disent posséder des chevaux Unmol ont à priori pratiqué énormément de croisements avec des chevaux arabes importés. Quoi qu'il en soit, l'Unmol est réputé être l'ancêtre, avec le Baloutche, de la plupart des chevaux qui peuplent le Pakistan de nos jours.

## Description
Le modèle est celui d'un cheval de selle, toisant environ 1,55 m,. Il existe différentes lignées, celle de Harna, celle d'Hazziz, celle de Morna et celle de Sheekan. Les différentes descriptions évoquent un cheval très puissant et élégant, bien « galbé », possédant un corps compact, une longue crinière et une longue queue. La robe est généralement grise ou baie.

## Utilisations
C'est essentiellement un cheval de selle.

## Diffusion de l'élevage
L'Unmol est propre au Nord-Ouest du Pendjab, en Inde et au Pakistan,.
L'ouvrage de l'université d'Oklahoma signale en 2007 la race comme étant extrêmement rare et en voie d'extinction, si elle n'est pas déjà éteinte. Les différentes éditions des évaluations de la FAO reflètent cette situation. En 1995, la race est signalée comme étant « en danger critique d'extinction », et décrite comme « pratiquement éteinte ». La suivante et troisième édition de la World Watch List for Domestic Animal Diversity, en 2000, ne cite plus cette race. Elle ne figure pas non plus dans la Global Databank for Animal Genetic Resources publiée en 2007. De nos jours, l'Unmol n'est pas cité par le National research centre on equines de l'Inde parmi les races de chevaux du pays.